# سیزدهمین مرد
سیزدهمین مرد (ایتالیایی: La storia dei tredici) یک فیلم به کارگردانی کارمینه گالونه است که در سال ۱۹۱۷ منتشر شد.